# Evelyn Herlitzius
Evelyn Herlitzius (* 27. April 1963 in Osnabrück, Niedersachsen) ist eine deutsche Konzert- und Opernsängerin im Stimmfach hochdramatischer Sopran und Regisseurin.

## Leben
Vor ihrer Gesangsausbildung bei Hans Kagel und Eckart Lindemann in Hamburg durchlief sie zunächst eine Ausbildung zur Tänzerin.
Auf der Opernbühne debütierte sie 1993 mit der Rolle der Elisabeth in Richard Wagners Tannhäuser am Landestheater Flensburg. Im darauffolgenden Jahr wurde sie an die Hamburgische Staatsoper engagiert. Kurz darauf setzte eine rege Gastiertätigkeit an größeren Bühnen ein: Badisches Staatstheater Karlsruhe (Gutrune in Götterdämmerung), Saarländisches Staatstheater Saarbrücken (Marie in Wozzeck und Leonore in Fidelio), Bregenzer Festspiele (Leonore in Fidelio), Bayerische Staatsoper in München (Venus und Adonis von Hans Werner Henze), Accademia di Santa Cecilia in Rom (Sieglinde in Die Walküre unter Giuseppe Sinopoli), Aalto-Theater, Essen (Isolde in Tristan und Isolde).
Ihr Debüt bei den Bayreuther Festspielen feierte sie 2002 mit der Brünnhilde in Richard Wagners Ring, die sie auch in den folgenden Jahren dort interpretierte. Im Sommer 2006 und 2007 interpretierte sie hier die Kundry in Parsifal, 2010 folgte die Ortrud in Lohengrin. Im selben Jahr spielte Herlitzius im Théâtre de la Monnaie in Brüssel die Titelrolle in Leoš Janáčeks Oper Katja Kabanowa. 2014/2015 war sie als Färberin in Frau ohne Schatten im Hessischen Staatstheater Wiesbaden zu sehen. Bei den Bayreuther Festspielen 2015 sang sie die Isolde. Eng verbunden ist sie der Semperoper in Dresden, wo sie vor allem in Rollen des Wagner- und Straussrepertoires (dramatisches und hochdramatisches Fach) zu erleben ist.
2018 debütierte sie an der Metropolitan Opera New York als Kundry in Parsifal.
Im Januar 2010 feierte sie ihr Debüt in der Titelrolle von Richard Strauss’ Oper Elektra am Théâtre Royal de la Monnaie unter der musikalischen Leitung von Lothar Koenigs und in der Inszenierung von Guy Joosten. Die Produktion wurde mit dem Prix du Syndicat de la critique ausgezeichnet.
Im Sommer 2010 kehrte sie zu den Bayreuther Festspielen zurück. Mit einer Neuinszerung von Richard Wagners Oper Lohengrin wurden am 25. Juli 2010 die Festspiele eröffnet. Unter der musikalischen Leitung von Andris Nelsons und in der Inszenierung von Hans Neuenfels sang sie neben Jonas Kaufmann in der Titelrolle Ortrud.
Ihr Debüt bei den Salzburger Festspielen feierte Herlitzius im Sommer 2011 als Sein Weib in einer Neuinszenierung von Richard Strauss’ Oper Die Frau ohne Schatten unter der musikalischen Leitung von Christian Thielemann und in der Regie von Christof Loy. Erneut sang sie die Partie in den folgenden Jahren an der Wiener Staatsoper (2012), dem Opernhaus Zürich (2014) und bei den Internationalen Maifestspielen (2015).
Bei den Berliner Philharmonikern konzertierte sie im Mai 2012 unter der musikalischen Leitung von Simon Rattle als Brünnhilde in Richard Wagners Oper Die Walküre.
Zu den Feierlichkeiten anlässlich des einhundertjährigen Geburtstags der Deutschen Oper Berlin sang sie in der Eröffnungspremiere der Intendanz von Dietmar Schwarz am 21. Oktober 2012 in einer Neuinszenierung von Richard Wagners Oper Parsifal unter der musikalischen Leitung von Sir Donald Runnicles und in der Regie von Philipp Stölzl neben Klaus Florian Vogt in der Titelrolle Kundry.
Beim Festival d’Aix-en-Provence trat sie im Juli 2013 mit ihrer Interpretation von Richard Strauss’ Elektra in der finalen Regiearbeit von Patrice Chéreau auf. 2014 gastierte sie mit dieser Inszenierung als Elektra am Teatro alla Scala sowie an der Suomen Kansallisooppera (2016), dem Gran Teatre del Liceu (2016) und an der Staatsoper Unter den Linden (2016 unter der musikalischen Leitung von Daniel Barenboim und 2019). Die Videoaufnahme dieser Produktion mit dem Orchestre de Paris unter der musikalischen Leitung von Esa-Pekka Salonen wurde mit den International Opera Awards und den Gramophone Classical Music Awards ausgezeichnet.
Zu den Feierlichkeiten anlässlich des einhundertfünfzigjährigen Geburtstags der Wiener Staatsoper und der einhundertjährigen Uraufführung von Richard Strauss’ Oper Die Frau ohne Schatten debütierte sie am 25. Mai 2019 in einer Neuinszenierung unter der musikalischen Leitung von Christian Thielemann und in der Regie von Vincent Huguet als Die Amme. Erneut sang sie die Partie beim Verbier Festival (2019 unter der musikalischen Leitung von Valery Gergiev), an der Metropolitan Opera (2021 unter der musikalischen Leitung von Yannick Nézet-Séguin) und an der Staatsoper Stuttgart (2023). Anlässlich der Abschiedpremiere von Christian Thielemann als Chefdirigent der Sächsischen Staatskapelle Dresden am 23. März 2024 sang sie abermals Die Amme in einer Neuinszenierung von David Bösch an der Semperoper.
Die Künstlerin ist auch als Gesangspädagogin tätig. Zu ihren Schülerinnen gehört Mojca Erdmann.

## Hörspiele und Features
- 2013: Evelyn Dörr: Salome – Die Befreiung einer Theaterfigur – Regie: Evelyn Dörr (Feature – RBB/DLF)

## Auszeichnungen
- 2024: Gramophone Classical Music Awards
- 2024: Aufnahme in die Sächsische Akademie der Künste
- 2024: International Classical Music Awards
- 2015: Gramophone Classical Music Awards
- 2015: International Opera Awards
- 2015: Nominierung für die Grammy Awards
- 2014: Deutscher Theaterpreis Der Faust
- 2014: Rudi Häussler-Preis
- 2010: Prix du Syndicat de la critique
- 2006: Deutscher Theaterpreis Der Faust
- 2002: Sächsische Kammersängerin
- 1999: Christel-Goltz-Preis
- 1993: Erster Platz beim Internationalen Gesangswettbewerb Die Meistersinger von Nürnberg
- 1990er: Aufnahme in die Deutsche Akademie der Darstellenden Künste

## Diskografie
- Beethoven, Ludwig van: Fidelio [Auszüge] (World Orchestra for Peace, Sir Georg Solti) [1995]
- Janáček, Leoš: Jenůfa (Staatskapelle Berlin, Sir Simon Rattle) [2022]
- Janáček, Leoš: Káťa Kabanová (Wiener Philharmoniker, Jakub Hrůša) [2023]
- Schönberg, Arnold: Erwartung (Berliner Philharmoniker, Sir Simon Rattle) [2009]
- Schönberg, Arnold: Erwartung (Wiener Philharmoniker, Giuseppe Sinopoli) [1998]
- Strauss, Richard: Die Frau ohne Schatten (Orchester der Wiener Staatsoper, Christian Thielemann) [2020]
- Strauss, Richard: Die Frau ohne Schatten (Wiener Philharmoniker, Christian Thielemann) [2012]
- Strauss, Richard: Elektra (Sächsische Staatskapelle Dresden, Christian Thielemann) [2014]
- Strauss, Richard: Elektra (Orchestre de Paris, Esa-Pekka Salonen) [2014]
- Strauss, Richard: Elektra (Nederlands Philharmonisch Orkest, Marc Albrecht) [2012]
- Verdi, Giuseppe: Oberto conte di San Bonifacio (Orchestra Sinfónica del Principado de Asturias, Yves Abel) [2007]
- Wagner, Richard: Die Walküre (Budapester Symphoniker, Ádám Fischer) [2017]
- Wagner, Richard: Die Walküre (Berliner Philharmoniker, Sir Simon Rattle) [2012]
- Wagner, Richard: Lohengrin (Sächsische Staatskapelle Dresden, Christian Thielemann) [2017]
- Wagner, Richard: Tristan und Isolde (Bayreuther Festspielorchester, Christian Thielemann) [2016]